# العلاقات الساموية الكورية الشمالية
العلاقات الساموية الكورية الشمالية هي العلاقات الثنائية التي تجمع بين ساموا وكوريا الشمالية.

## مقارنة بين البلدين
هذه مقارنة عامة ومرجعية للدولتين:
| وجه المقارنة                                              | ساموا                        | كوريا الشمالية                        |
| --------------------------------------------------------- | ---------------------------- | ------------------------------------- |
| المساحة (كم2)                                             | 2.84 ألف                     | 120.54 ألف                            |
| عدد السكان (نسمة)                                         | 196.44 ألف                   | 25.49 مليون                           |
| الكثافة السكانية (ن./كم²)                                 | 69.17                        | 211.47                                |
| العاصمة                                                   | أبيا                         | بيونغيانغ                             |
| اللغة الرسمية                                             | لغة إنجليزية، اللغة الساموية | لغة كوريا الشمالية القياسية ‏          |
| العملة                                                    | تالا ساموي                   | وون كوري شمالي                        |
| الناتج المحلي الإجمالي (بليون دولار)                      | 856.63 مليون                 |                                       |
| الناتج المحلي الإجمالي (تعادل القوة الشرائية) بليون دولار | 1.15 مليار                   |                                       |
| الناتج المحلي الإجمالي الاسمي للفرد دولار أمريكي          | 3.94 ألف                     |                                       |
| الناتج المحلي الإجمالي للفرد دولار أمريكي                 | 5.79 ألف                     |                                       |
| مؤشر التنمية البشرية                                      | 0.702                        |                                       |
| رمز المكالمات الدولي                                      | +685                         | +850                                  |
| رمز الإنترنت                                              | .ws                          | .kp                                   |
| المنطقة الزمنية                                           | ت ع م+13:00                  | ت ع م+08:30، ت ع م+08:30، ت ع م+09:00 |

## منظمات دولية مشتركة
يشترك البلدان في عضوية مجموعة من المنظمات الدولية، منها:
| علم المنظمة | اسم المنظمة              | تاريخ انضمام ساموا | تاريخ انضمام كوريا الشمالية |
| ----------- | ------------------------ | ------------------ | --------------------------- |
|             | يونسكو                   | 3 أبريل 1981       | 18 أكتوبر 1974              |
|             | الاتحاد البريدي العالمي  | ?                  | ?                           |
|             | الأمم المتحدة            | 15 ديسمبر 1976     | 17 سبتمبر 1991              |
|             | الاتحاد الدولي للاتصالات | 7 أكتوبر 1988      | ?                           |

## وصلات خارجية
- موقع وزارة الخارجية الكورية الشمالية